# Franco Selvaggi
Pour les articles homonymes, voir Selvaggi.
Franco Selvaggi (né le 15 mai 1953 à Pomarico, dans la province de Matera, en Basilicate) est un footballeur italien.

## Carrière

### comme joueur
- 1972-1973 : Ternana  Italie
- 1973-1974 : AS Rome  Italie
- 1974-1975 : Ternana  Italie
- 1974-1979 : Tarente Sport  Italie
- 1979-1982 : Cagliari Calcio  Italie
- 1982-1984 : Torino FC  Italie
- 1984-1985 : Udinese Calcio  Italie
- 1985-1986 : Inter Milan  Italie

### comme entraîneur
- 1992-1993 : US Catanzaro  Italie
- 1994 : AS Tarente Calcio  Italie
- 1996 : FC Matera  Italie
- 2002 : FC Crotone  Italie

## Palmarès
- 3 sélections et 0 but avec l'équipe d'Italie en 1981.